# كاي فرنك
كاي فرنك (Kaj Franck؛ هلسنكي، 9 نوفمبر 1911 - هلسنكي، 26 سبتمبر 1989) أحدا الشخصيات الرائدة في مجال تصميم الفنلندي ، معلم لعدة أجيال من المصممين المحترفين في فنلندا ، وشخصية مؤثرة في التصميم والفنون التطبيقية بين 1940-1980. كان المدير الفني للفريق فرتسيلا (بي في وقت لاحق هاكمان ، في الوقت الحاضر مجموعة Iittala) والمدير الفني ومدرس في كلية الفنون التطبيقية ، والسلف من جامعة هلسنكي للفنون والتصميم.
تمنح منتدى التصميم فنلندا سنويا جائزة كاي فرنك لمصمم أو فريق من المصممين الذين يعملون في روح كاي فرنك في وقت متأخر.

## روابط خارجية
- كاي فرنك على موقع IMDb (الإنجليزية)